# Federació de societats esportives de Barcelona
La Federació de societats esportives de Barcelona fou una associació paraigua creada a Barcelona el 16 de desembre 1911 i presidida per Francesc de Moxó i de Sentmenat (1880-1920). Va ser la primera organització paraigua de Catalunya en el camp esportiu. En aplegar les entitats esportives barcelonines volia organitzar festivals conjunts i servir d’interlocutor davant l’Ajuntament i canalitzar les subvencions.
Els membres fundadors foren el Reial Automòbil Club, Reial Polo Club, Societat Hípica de Barcelona, Reial Associació de Caçadors de Barcelona, Secció d’Esports Muntanya del Centre Excursionista de Catalunya, Reial Club Nàutic, Associació de Clubs de Lawn-Tennis, Unió Velocipèdica Espanyola, Reial Societat Columbòfila de Catalunya, Club Natació Barcelona, Tir Nacional, Federació Catalana de Clubs de Foot-ball, Sport Basc i Foment d’Esgrima.
El 1913 va organitzar una conferència «Espanya i els Jocs Olímpics» per a promoure la candidatura de Barcelona a l'organització dels jocs.